# Štrped (pripovedka)
Štrped je kratka pripovdka, ki je izšla v zbirki zgodb Zgodbe o Štrpedu iz Materskega podolja, Podgorskega Krasa in Čičarije. Po pripovedovanju jih je zbral in zapisal Pavel Medvešček, grafik, slikar, oblikovalec, publicist in zbiralec ljudske dediščine.
Pripovedko Lipeglav je zapisal po pripovedovanju Cilke Gederovič leta 1971.

## Kdaj je bila pripovedka zapisana?
Pripovedka se bile zapisana leta 1971, ko se je Pavel Medvešček zaposlil na Zavodu za spominsko varstvo Gorica, kjer je dokumenitral ljudsko arhitekturo na območju sedmih severnoprimorskih občin. Tako ga je pot zanesla tudi na območje Matarskega podolja, Podgorskega Krasa in Čičarije, kjer so prebivalci pripovedovali o Štrpedu.

## Analiza
Severno od vasi, kjer se ceste ostro zalomi proti Vodicam, je lovec več dni čakal na srnjaka z najlepšimi rogovi v Čičariji.
Končno je prišlo jutro , ko je srnjak stal pred njim le deset korakov. Vanj je nameril puško, že je hotel ustreliti, ko je pa zraku priletel Štrped, se usedel srnjaku na roge in glasno kriknil. Lovec se je preplašil in svoj strel sprožil v povsem drugo smer. Srnjak pa je zbežal v gozd.
Kadar koli se je lovec odpravil v gozd, da bi čakal na srnjaka, vsakič je prišel Štrped in mu odgnal srnjaka. Nekoč pa je lovec puško nameril v Štrpeda in ustrelil. Štrped je ostal pri miru, lovcu pa je razneslo puško. Po tem dogodku so temu kraju rekli Štrped.

### Kraj in čas dogajanja
Matarsko podolje je Štrpedova dežela. Tako se imenujeta kar dva hriba v tej suhi kraški dolini. Pa še eno naselje, a to je že v hrvaški Istri.
V osrednjem delu Matarskega podolja leži gručasta vas Markovščica. Na severni strani se dviga Brkinsko hribovje, na jugu pa Slavnik in vrhovi Čičarije. Značilna kraška gmajna je porasla z gostim brinjem, ki včasih zraste v prava drevesa. Polno je vrtač, kotanj in brezen.
Nekje po drugi svetovni vojni, ko so bili Brkini, še dokaj odmaknjen predel, v katerem se je ohranjalo veliko starega izročila. Ljudje so si krajšali čas s pripovedovanjem pripovedk.

## Zgodbe o Štrpedu in Materskega podolja, Podgorskega Krasa in Čičarije
- Štrpedov rod
- Runjevica
- Turki
- Podgradska grofična
- Nabiralec brinja
- Skandan
- Lipeglav
- Bosi otroci
- Podganje leto
- Stava
- Medvižicev štrped
- Žito
- Tihotapci
- Bolno dekle
- Kozja pastirica
- Kako je štrped pomagak Johanu